# 月崎田渕入会
月崎田渕入会（つきざきたぶちいりあい）は、千葉県市原市の加茂地区にある入会地の大字。郵便番号は290-0000。

## 概要
市原市南部の加茂地区にある入会地である。単独地名の「たぶち」の漢字表記は「田淵」だが、入会地名の漢字表記は「田渕」となっている。

## 地理
月崎、田淵と接している。

## 世帯数と人口
2022年4月1日現在の世帯数と人口は以下の通りである。
| 町丁字       | 世帯数 | 人口 |
| ------------ | ------ | ---- |
| 月崎田渕入会 | 0世帯  | 0人  |

## 通学区域
市立小学校・市立中学校及び県立高等学校の通学区域は以下の通りである。
| 町丁字       | 番地 | 小学校   | 中学校   | 高等学校 |
| ------------ | ---- | -------- | -------- | -------- |
| 月崎田渕入会 | 全域 | 指定なし | 指定なし | 第9学区  |

## 交通

### 駅
域内にある又は最寄りの駅は以下の通りである。
- なし

### バス
域内を通るバスは以下の通りである。
- なし

### 道路
域内を通る道路は以下の通りである。
1. 国道
  - なし
2. 県道
  - なし
3. 主な市道
  - なし